# Thermarces pelophilum
Thermarces pelophilum és una espècie de peix de la família dels zoàrcids i de l'ordre dels perciformes.

## Morfologia
- Els mascles poden assolir 12,4 cm de longitud total.[4]

## Hàbitat
És un peix marí, de clima tropical i demersal que viu fins als 1947 m de fondària.

## Distribució geogràfica
Es troba a Barbados.

## Observacions
És inofensiu per als humans.